# Gunnar Heiðar Þorvaldsson
Gunnar Heiðar Þorvaldsson (traslitterazione anglosassone: Gunnar Heidar Thorvaldsson; Vestmannaeyjar, 1º aprile 1982) è un ex calciatore islandese, di ruolo attaccante.

## Carriera

### Club
Esordisce nella Úrvalsdeild (il massimo livello del campionato islandese) con la maglia dell'ÍBV nel 1999. Nel 2004 con 12 reti vince il titolo di capocannoniere del torneo.
Nel luglio del 2004 svincolato si trasferisce all'Halmstad, militante nel massimo campionato svedese. Rimane per tre stagioni, mettendo a segno 16 reti nell'Allsvenskan 2005 che gli valsero il titolo di campocannoniere del campionato.
Nel luglio del 2006 viene ceduto all'Hannover 96, militante nel massimo campionato tedesco. Nella Bundesliga 2006-2007 colleziona appena 7 presenze e al termine della stagione viene ceduto in prestito al Vålerenga, militante nell'Eliteserien, il massimo livello del campionato norvegese.
Il 30 giugno 2008, non riscattato rientra all'Hannover 96, che nella stessa sessione di mercato lo cede a titolo definitivo all'Esbjerg, nel massimo campionato danese.
Nel gennaio 2010 venne ceduto in prestito al Reading, nella Championship inglese, dove colleziona appena 4 presenze in campionato.
Rientrato dal prestito, nell'agosto 2010 viene ceduto nuovamente in prestito al Fredrikstad, nella 1. divisjon (secondo livello del campionato norvegese), dove conquista lo stesso anno la promozione nell'Eliteserien, chiudendo il torneo con un bottino di 3 reti in 7 partite.
Nel dicembre 2010 rientra all'Esbjerg e nel marzo 2011 rimasto svincolato si accorda con l'IFK Norrköping, militante nel massimo campionato svedese. Il 20 aprile 2011 sigla la sua prima rete in campionato nella vittoria casalinga per 2-0 contro l'Halmstad. Chiude l'Allsvenskan 2011 con 8 reti in 26 partite. Nell'Allsvenskan 2012 realizza 17 reti in 29 partite consentedogli di classificarsi al 2º posto nella classifica marcatori. Nell'agosto 2013, nel corso della stagione svedese, viene ceduto in Turchia al Konyaspor.

### Nazionale
Ha vestito le maglie dell'Under-17, Under-19 e Under-21.
Ha esordito in Nazionale maggiore il 30 marzo 2005 allo Stadio Euganeo di Padova, in occasione dell'amichevole contro l'Italia (conclusasi 0-0), subentrando nei minuti finali.
L'8 giugno 2005 ha segnato la sua prima rete in Nazionale maggiore nel corso della sfida Islanda-Malta (4-1), valevole per le qualificazioni al Mondiale 2006.

## Palmarès

### Club

#### Competizioni nazionali
- Coppa d'Islanda: 1

ÍBV Vestmannæyja: 2017

### Individuale
- Capocannoniere della Úrvalsdeild: 1

2004 (12 gol)
- Capocannoniere della Allsvenskan: 1

2005 (16 gol)